# Čičava (wieś)
Čičava – wieś i gmina (obec) w powiecie Vranov nad Topľou, w kraju preszowskim na Słowacji.
Według spisu ludności z 2011 roku Čičava liczyła 1192 mieszkańców, w tym 590 Słowaków, 518 Romów.

## Historia
Pierwsze pisemne wzmianki na temat wsi pochodzą z 1270 roku.